# Círculo de Leitores
Círculo de Leitores é uma editora e clube de assinatura de livros em Portugal, com uma rede de assistentes espalhada por todo o país.
Foi fundado em 1971, e desde então faz parte do DirectGroup Bertelsmann, um grupo de dimensão internacional, que reúne actualmente algumas das mais importantes editoras de Portugal, como a Temas e Debates, Livraria Bertrand, Editora Pergaminho.
A sua atividade compreende não apenas o clube, mas também o trabalho e editorial (Editora Círculo de Leitores) e a Fundação Círculo de Leitores.
Em 2010 o Grupo Porto Editora adquire o Direct Group constituído pela Editora Bertrand, Distribuidora Bertrand, Livrarias Bertrand e Círculo de Leitores. Com esta aquisição, surgiu o Grupo Bertrand Círculo.
Apesar de não ter havido comunicação sobre uma eventual interrupção ou dissolução, a sua atividade de divulgação foi descontinuada em Dezembro de 2023. O website encontra-se inativo, com uma mensagem de manutenção e contactos de email e telefone.